# Hastatus faviae
Hastatus faviae is een eenoogkreeftjessoort uit de familie van de Xarifiidae. De wetenschappelijke naam van de soort is voor het eerst geldig gepubliceerd in 2010 door Ho, Cheng & Dai.